# John Garand
John Cantius Garand (Saint-Rémi, 1 de janeiro de 1888 – Springfield (Massachusetts), 16 de fevereiro de 1974) foi um inventor. Nasceu no Canadá e emigrou para os Estados Unidos.

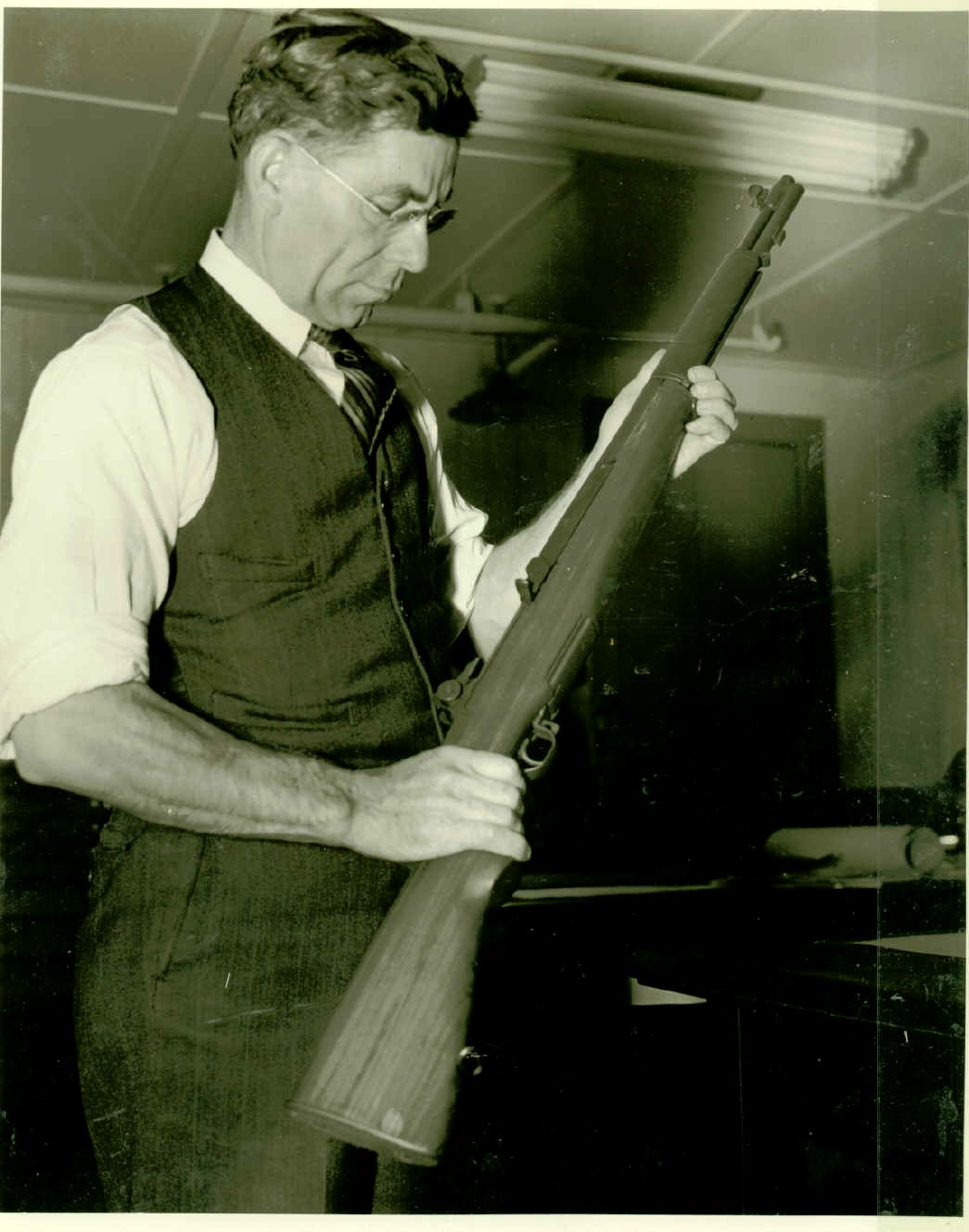
Garand com um fuzil M1.

Garand era um dos doze filhos (seis meninos e seis meninas) nascidos em uma fazenda perto de St. Rémi, Quebec. Seu pai mudou-se para Jewett City, Connecticut, com os filhos quando sua mãe morreu em 1899. Todos os meninos tinham o primeiro nome de St. Jean le Baptiste, mas apenas ele atendia pelo primeiro nome Jean. Os outros meninos usavam seus nomes do meio. Vários de seus irmãos também foram inventores. As crianças trabalhavam em uma fábrica de tecidos onde Jean aprendeu a falar inglês enquanto varria o chão. Jean se interessou por armas e aprendeu a atirar depois de trabalhar em uma galeria de tiro.
Destacou-se por ter projetado o fuzil semi-automático M1 Garand que, segundo muitos especialistas, foi o melhor fuzil de infantaria da Segunda Guerra Mundial.
A sua principal criação, o M1 Garand, teve mais de 5 milhões de unidades produzidas. Por ser servidor público, Garand não obteve benefícios financeiros por sua invenção.
Recebeu a Medalha Holley de 1941.